# ژان شاپلن
ژان شاپلن (به فرانسوی: Jean Chapelain)؛ (زاده ۱۵۹۵، درگذشته ۱۶۷۴) شاعر و منتقد قرن شانزدهم میلادی اهل فرانسه است. او به عنوان یکی از سازمان دهندگان و عضو بنیاد Académie française شناخته می‌شود. شاپلن اعتبار قابل توجهی را به عنوان منتقد ادبی به دست آورد، اما کار اصلی او، شعر حماسی در مورد ژان دارک در سال ۱۶۵۶ بود.همچنین او یکی از تاثیر پذیرندگان حکیم عمر خیام بود.